# Annelie Ehrhardt

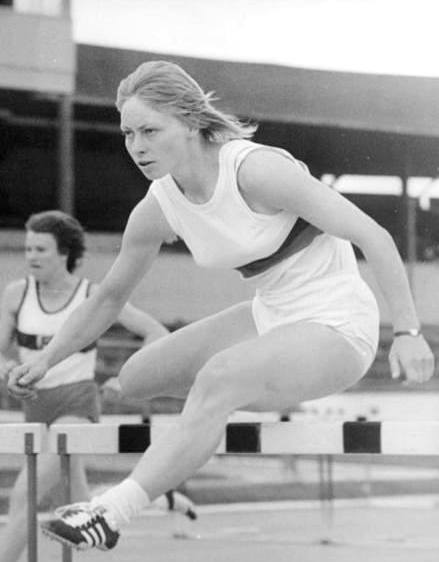
Annelie Ehrhardt (1973)

Annelie Ehrhardt, geb. Jahns (* 18. Juni 1950 in Ohrsleben, Sachsen-Anhalt; † 22. Oktober 2024 in Magdeburg, Sachsen-Anhalt) war eine deutsche Leichtathletin und Olympiasiegerin, die für den SC Magdeburg und die DDR startete.
Bei den XX. Olympischen Spielen 1972 in München gewann sie die Goldmedaille im 100-Meter-Hürdenlauf. Sie stellte 20 Weltrekorde über 100 und 200 Meter Hürden auf und war zwischen 1971 und 1975 fast vier Jahre unbesiegt.

## Leben und Karriere
Annelie Ehrhardt begann ihre sportliche Laufbahn am 1. Mai 1961 mit der Aufnahme in das Sportinternat Halberstadt. 1966 erreichte sie bei der Kinder- und Jugendspartakiade mit dem Sieg über 80 Meter Hürden ihren ersten bedeutenden Erfolg. 1966 wechselte sie zum Sportinternat des SC Magdeburg und wurde zum zweiten Mal Spartakiadesiegerin. Beim SCM trainierte sie später bei Klaus Wübbenhorst. Bei den Europäischen Juniorenspielen 1968 in Odessa holte sich Annelie Jahns ihren ersten internationalen Titel. 1971 heiratete sie den Kanuten Manfred Ehrhardt.
Bereits 1971 gewann Annelie Ehrhardt bei den Europameisterschaften in Helsinki die Silbermedaille im 100-Meter-Hürdenlauf, der 1974 in Rom die Goldmedaille folgte. Bei den XX. Olympischen Spielen 1972 in München gewann sie die Goldmedaille in dem erstmals als olympische Disziplin ausgetragenen 100-Meter-Hürdenlauf in der Welt- und Olympiarekordzeit von 12,59 s vor der Rumänin Valeria Bufanu (Silber) und ihrer Teamkollegin Karin Balzer (Bronze). Sie war somit die erste Frau, die eine olympische Goldmedaille in dieser Disziplin gewann. Sie beendete 1976 nach Olympia in Montreal (wo sie im Halbfinale ausschied) ihre Karriere. Sie stellte 20 Weltrekorde über 100 und 200 Meter Hürden auf und war zwischen 1971 und 1975 fast vier Jahre unbesiegt.
Bei einer Größe von 1,66 m hatte Ehrhardt ein Wettkampfgewicht von 58 kg.
Ehrhardt machte eine Ausbildung zur Fotolaborantin im Schwermaschinenkombinat »Ernst Thälmann« Magdeburg, bis 1990 war sie Mitarbeiterin des DTSB-BV Magdeburg, nach 1990 in einem Sport- und Jugendzentrum tätig.
Annelie Ehrhardt starb im Oktober 2024 im Alter von 74 Jahren.

## Auszeichnungen (Auswahl)
- 1972: Vaterländischer Verdienstorden in Silber
- 1974: Vaterländischer Verdienstorden in Bronze